# Jeux du Canada d'hiver de 2007
Navigation
Édition précédente Édition suivante
Les Jeux du Canada d'hiver de 2007 sont des compétitions de sports d'hiver qui ont opposé les provinces et les territoires du Canada en 2007.
Les Jeux du Canada sont présentés tous les deux ans, en alternance l'hiver et l'été. En 2007, les jeux ont eu lieu à Whitehorse au Yukon du 23 février au 11 mars 2007.

## Tableau des médailles
| Rang  | Province / Territoire     | Médaille d'or | Médaille d'argent | Médaille de bronze | Total |
| 1     | Québec                    | 52            | 36                | 34                 | 122   |
| 2     | Ontario                   | 37            | 35                | 40                 | 112   |
| 3     | Alberta                   | 24            | 29                | 26                 | 79    |
| 4     | Colombie-Britannique      | 24            | 24                | 29                 | 77    |
| 5     | Saskatchewan              | 9             | 13                | 15                 | 37    |
| 6     | Manitoba                  | 4             | 12                | 19                 | 35    |
| 7     | Nouveau-Brunswick         | 2             | 2                 | 8                  | 12    |
| 8     | Île-du-Prince-Édouard     | 1             | 0                 | 3                  | 4     |
| 8     | Yukon                     | 1             | 0                 | 3                  | 4     |
| 10    | Territoires du Nord-Ouest | 1             | 0                 | 0                  | 1     |
| 11    | Nouvelle-Écosse           | 0             | 3                 | 4                  | 7     |
| 12    | Terre-Neuve-et-Labrador   | 0             | 1                 | 2                  | 3     |
| 13    | Nunavut                   | 0             | 0                 | 1                  | 1     |
| Total | Total                     | 155           | 155               | 184                | 494   |